# Лобна
Лобна (укр. Лобна) — село в Любешовской поселковой общине Камень-Каширского района Волынской области Украины.
До 2020 года входило в Любешовский район.
Код КОАТУУ — 0723185602. Население по переписи 2001 года составляет 684 человека. Почтовый индекс — 44254. Телефонный код — 3362. Занимает площадь 2,76 км².